# 前開出入口
前開出入口（ぜんかいでいりぐち）は、兵庫県神戸市西区伊川谷町前開にある阪神高速道路7号北神戸線の出入口。西寄りに、前開PAを控える。
中国道方面入口と合流するところに本線料金所がある。そのため伊川谷方面からの出口にも料金所がある。本項では、その本線料金所（前開本線料金所）についても記述する。

## 道路
- 阪神高速7号北神戸線（伊川谷方面7-03、中国道方面7-04）

## 料金所

### 前開本線料金所（前開本線TB)
- ブース数：6
  - ETC専用：4
  - 一般：2

※東行（三田･宝塚方面）の本線料金所、東側入口(7-04)の先にある

### 前開東出口料金所
2025年（令和7年）6月24日よりETC専用になっている。
- ブース数：2
  - ETC専用：1
  - サポート：1

※阪神高速（東行）から一般道(7-03)への出口料金所、前開PAの北側に位置する

### 前開西入口料金所
2025年（令和7年）3月18日よりETC専用になっている。
- ブース数：2
  - ETC専用：1
  - サポート：1

※一般道(7-03)から阪神高速（伊川谷JCT方面、西行）への入口料金所、前開PAの南側に位置する

## 接続する道路
- 兵庫県道65号神戸加古川姫路線

## 周辺
- 神戸ハイテクパーク
- 神戸市立太山寺小学校

## 隣
阪神高速7号北神戸線
(7-02)永井谷JCT/出入口 - (7-03)前開出入口 - 前開PA - (7-04)前開出入口 - 布施畑JCT - (7-05)布施畑西出入口